# Initiative Yasuní-ITT
L'Initiative Yasuní-ITT est un projet officiel du gouvernement équatorien entre 2007 et 2013, proposant aux autres gouvernements ainsi qu'à la société civile de s'impliquer financièrement afin d'éviter que soit exploité un important gisement de pétrole découvert en 1990 au cœur d’un des milieux les plus riches de la planète en biodiversité, le parc national Yasuni. Ainsi ce milieu exceptionnel serait préservé.
L'initiative est un échec, conduisant au démarrage de l'exploitation pétrolière en 2016. Celle ci fait cependant l'objet de référendums en 2018 et 2023.

## Objectif de l'initiative
La condition à ce renoncement fut un dédommagement financier de la part de la communauté internationale à hauteur de 50 % de la valeur du pétrole potentiellement exploitable. Après avoir reçu avant fin 2011 plus de 100 millions de dollars le gouvernement de Rafael Correa décida de poursuivre cet engagement. En fin de compte, la communauté internationale s’était engagée à débourser 3600 millions de dollars (3,6 milliards) pour protéger le parc Yasuni, ce paiement devant s'étaler sur une période de 13 ans sous l'administration du PNUD (Programme des Nations unies pour le développement ).
Cependant un défaut dans l’apport des capitaux escomptés pouvait mettre en péril le maintien du projet.

## Enjeux

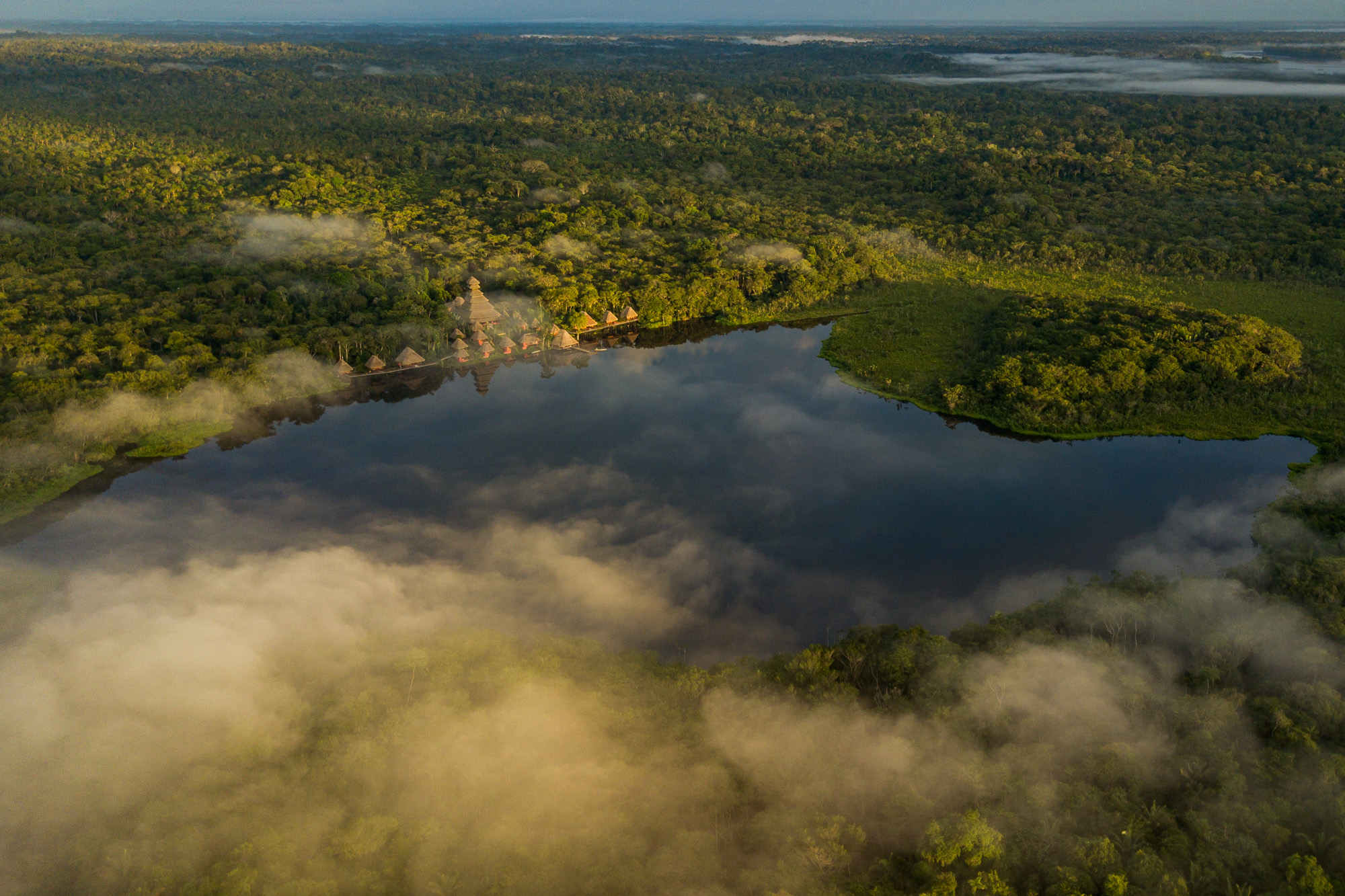
Vue sur la forêt amazonienne et le centre d'écotourisme communautaire de la lagune Añangu

Situé dans les provinces d'Orellana et de Pastaza dans le Nord-Est de l'Équateur, le parc national Yasuni couvre 10 227 km2 d'Amazonie presque entièrement recouverte de forêt amazonienne. Placé entre le Rio Napo et Rio Curaray, il s'agit d'une des 19 zones mondiales de mégadiversité totalisant plus de 4 000 espèces végétales et 1 000 espèces animales. C'est une des 44 zones protégées du pays, qui a mis en réserve 20 % de son territoire, soit environ 5 millions d'hectares, notamment menacé par la déforestation et le braconnage,. 
Les sous-sols de ce parc recèlent cependant trois champs pétroliers — Ishpingo, Tambococha et Tiputini, abrégé en ITT — qui totalisent près de 850 millions de barils de pétrole brut. Le sous sol de ce « bloc 43 » représentent ainsi 20 % des réserves du pays, déjà membre de l'Organisation des pays exportateurs de pétrole (OPEP). Lors d'un discours devant l'Organisation des Nations unies (ONU), le président Rafael Correa propose en 2007 l'Initiative Yasuní-ITT, qui consiste à renoncer à exploiter cette ressource pourtant très profitable afin de préserver le territoire et d'éviter l'émission d'environ 400 millions de tonnes de CO2. En contrepartie, il demande à la communauté internationale de verser à l'Équateur la moitié des recettes pétrolières estimées, soit 2,7 milliard d'euros étalés sur treize ans,. 

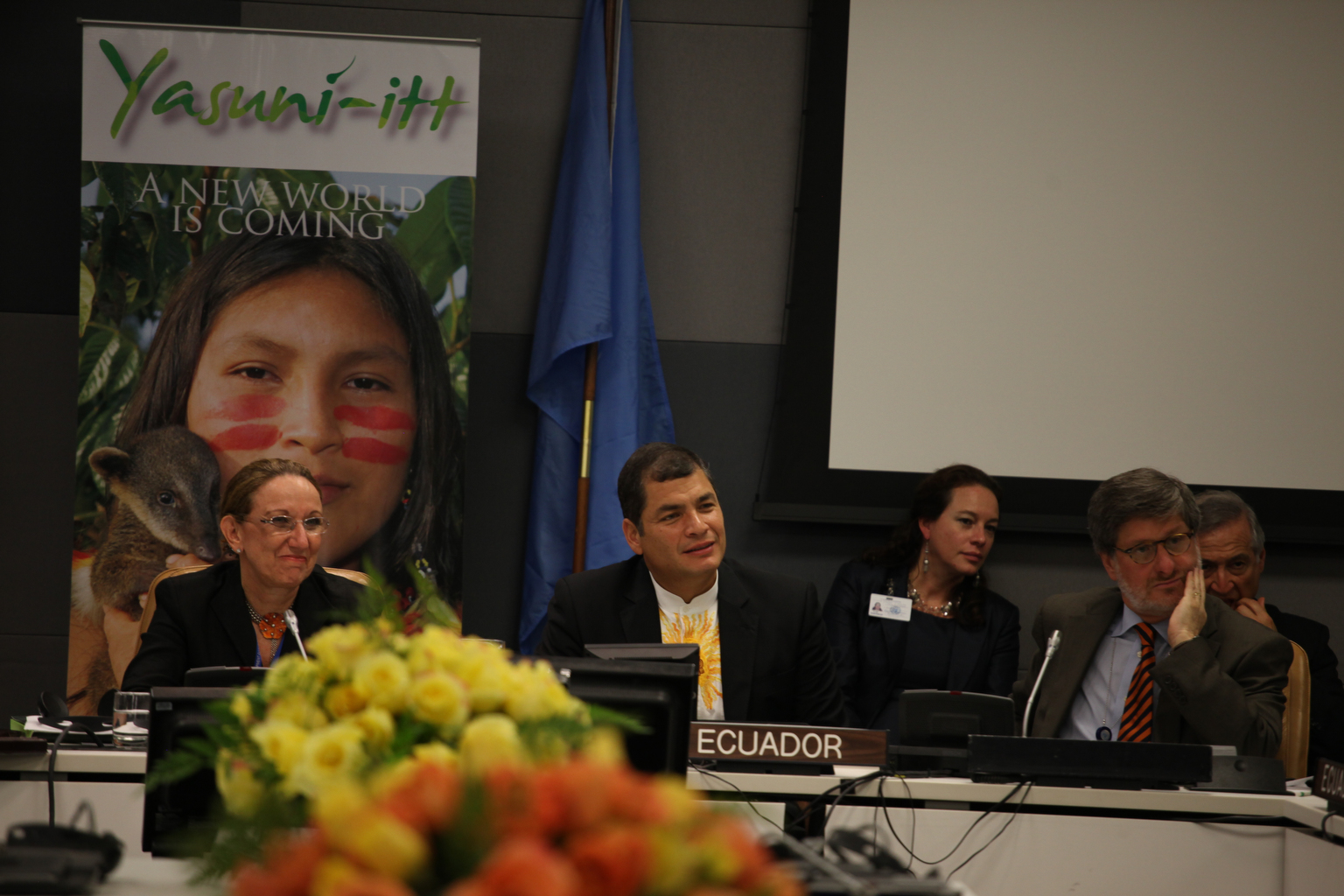
Rafael Correa promouvant l'Initiative Yasuní-ITT à l'ONU en 2011.

Devant l'échec de cette proposition — moins de 1 % des fonds sont récoltés malgré l'enthousiasme des écologistes — Rafael Correa autorise le 15 août 2013 l'exploitation des champs pétrolifères ITT. Le président cherche alors à minimiser l'impact de l'exploitation sur le parc en affirmant qu'elle n'affectera que 0,01 % du territoire,. Le gouvernement juge ainsi « essentielle » pour l'économie la poursuite de l'exploitation pétrolière dans le pays, la durée restante des réserves hors ITT étant estimée à une décennie. L'économie de l'Équateur est alors toujours fortement affaiblie par la crise bancaire de 1999, qui a été telle qu'elle a conduit le pays a abandonner sa monnaie nationale, le sucre, au profit du dollar américain.
La décision provoque une levée de boucliers de la part des écologistes et surtout des communautés indigènes Kichwas et Huaorani, dont douze réunies au sein du mouvement Ecuarunari. Cherchant à empêcher l'exploitation du Yasuni, ces militants surnommés Yasunidos déposent une demande d'initiative populaire,. 
L'article 104 de la constitution équatorienne de 2008 donne en effet à la population la possibilité de convoquer la tenue d'un référendum populaire en matière législative à la condition de réunir en six mois les signatures d'au moins 5 % des électeurs inscrits sur les listes électorales, soit environ 600 000 signatures,. Malgré la réunion de 727 947 signatures par les Yasunidos, le référendum est empêché en mai 2014, le conseil électoral national (CNE) jugeant invalide près de 60 % d'entre elles. Le rejet par le CNE — qui ne rend pas public lesquelles des signatures sont jugées invalides — est qualifiée par les partisans du projet de « décision arbitraire » et de « malhonnêteté politique et juridique » de la part du « Corréisme ». Lors du renouvellement du CNE en 2018, un comité d'audit conclu à la conformité des signatures et appelle à donner à l'initiative le certificat de validité, sans que ce rapport ne soit suivi d'effet. La décision du CNE d’entériner le rejet de 2014 est porté par les Yasunidos devant le Tribunal du contentieux électoral, qui approuve à son tour le rejet. Le 16 octobre 2020, les Yasunidos déposent par conséquent un recours devant la Cour constitutionnelle, qui admet l'affaire mais ne rend sa décision qu'en mai 2023,.
La demande reste ainsi bloquée pendant une décennie. Le permis d'exploitation des champs ITT est entretemps accordé en mai 2014, et cette dernière démarre en 2016, ce qui conduit les Yasunidos à organiser des sit-in devant la Cour, le CNE et le Congrès national. Le successeur de Correa à la présidence, Lenín Moreno, soumet en parallèle une proposition visant à élargir la superficie des zones intangibles du Parc National de Yasuni et de réduire de 1 030 à 300 hectares la zone ouverte à l'exploitation. Soumise à référendum le 4 février 2018 en même temps que six autres propositions, elle recueille 67,31 % de votes favorables, pour une participation de 80,74 %,. Malgré son départ de l'OPEP en janvier 2020, l’Équateur produit toujours sur son territoire un peu moins d'un demi million de barils par jour, qui représentent en 2023 un tiers des revenus de l’État. Sur ce total, environ 55 000 barils proviennent des champs ITT,.
Après près de dix ans de militantisme des organisations indigènes et écologistes, la Cour constitutionnelle finit le 10 mai 2023 par juger en appel que l'initiative initiale de 2014 est valide, oblige le CNE à reconnaître les signatures déjà soumises, et à organiser un référendum,. Ce dernier est fixé au 20 août suivant, soit en même temps que l'élection présidentielle et les élections législatives organisées de manière anticipée dans le contexte de la crise politique de 2023,.

## Analyse
Malgré l’attention qu’a su attirer le projet sur la scène mondiale, la contribution économique par la communauté internationale ne s’est pas manifestée avec la force attendue.
D'un point de vue économique il semblerait que la pression à laquelle devrait faire face un tel gisement non exploité soit très forte dans un futur proche car la raréfaction du brut et sa demande.
Le Bureau des Nations unies pour la coopération Sud-Sud a décerné au gouvernement de l’Équateur le prix « visionnaire leadership et triangulaire 2012 » pour supporter l’initiative écologique Yasuní-ITT, qui cherchait à laisser un énorme champ pétrolifère dans le sous-sol de la jungle amazonienne, en constante évolution ne cessera de faire augmenter son prix et les possibles bénéfices issus de son exploitation. La durabilité du projet était intrinsèquement liée à la politique interne du pays. De ce fait rien ne garantissait qu'un futur gouvernement ne voie pas dans l'exploitation de ce site un plus grand bénéfice que celui apporté par le projet Yasuni-ITT. Il était néanmoins précisé dans la constitution que tout forage était interdit sans l'accord au préalable de l'assemblée nationale. Cela provoquerait le remboursement immédiat et intégral des fonds apportés par les multiples donateurs et de fortes réactions émanant de la société civile nationale et internationale, ce qui pourrait interrompre ces forages. Cependant, plusieurs points de l’initiative devraient être modifiés pour augmenter sa crédibilité. Celui-ci ne prévoit pas le remboursement des investissements inférieur, les petits donateurs se voient donc découragés, car ils ne sont pas assurés en cas de forage. De plus la modification de l'autorisation faite au gouvernement équatorien impliquant l'utilisation du fond pour ses propres besoins serait nécessaire pour éviter tout conflit d’intérêt. Une grande précaution quant à la bonne gestion des fonds serait nécessaire pour voir ce projet atteindre son but. Néanmoins, cette innovation pouvait devenir un exemple pour beaucoup de pays concernés par la destruction environnementale que causent les exploitations pétrolières. Un processus d’évaluation fut mis en place annuellement par le gouvernement de façon à faire le bilan annuel du projet et générer de nouvelles initiatives pour l’améliorer. À travers cette démarche, le gouvernement envisageait de mettre en route les modifications nécessaires pour favoriser l’investissement de la part de la communauté internationale (pays, ONG, entreprises, institutions…). Ces modifications passaient entre autres par des processus de recherche et développement centrés sur ce projet et une meilleure coordination entre les différents ministères nationaux impliqués. Mais, le 15 août 2013, le président Raphaël Correa annonça la fin de l'initiative Yasuni-ITT faute d'apports internationaux significatifs et le début de l'exploitation pétrolière de la zone. Cependant le décret exécutif N.74 qui officialise cette exploitation dispose que 1 % seulement de la superficie du parc Yasuni pourra être exploité, soit 10 kilomètres carrés ou 1 000 hectares.